# Кост
Кост (лат. Os), или коштано ткиво је чврсто ендоскелетно везивно ткиво присутно код већине кичмењака. Кости придржавају телесне структуре, штите унутрашње органе, и (заједно са мишићима) омогућавају кретање. Кости такође имају функцију у стварању ћелија, метаболизму калцијума и других минерала. Кости једне животиње заједнички образују скелет.
Коштано ткиво је врста потпорног везивног ткива које се образује код одраслог организма уместо хрскавичавог ткива ембриона. Уобличени елементи овог ткива су кости које пружају телу потпору и заједно са мишићима омогућавају кретање.

## Кости у људском организму
Све кости у телу чине скелет, а заједно с мишићима кости чине систем органа за кретање. Чврсти су делови тела. Између епифизе и дијафизе налазе се зоне раста. На тим зонама кост расте у дужину док окоштавањем дијафизе расте у ширину. Кост у људи у дужину расте до између 16. и 23. године, а после тога само у ширину, окоштавањем (нпр. кости лобање и лица). Наш костур би био само непокретна хрпа костију да немамо (600)мишића.Добро причвршћени за кости својим тетивама, ти еластични мишићи, скраћујући се или продужујући, повлачећи ослобађају наше кости.Ето шта чине "пругасти" мишићи који нам омогућавају да трчимо, скачемо, играмо се ..."глатки" мишићи, као желудац или цријево раде сами. Они мрве, усисавају, избацују...
Кости су међусобно повезане покретљивим зглобовима и мишићима тако да могу покренути тело брзином до 45 km/h. Кости су чврсте и јаке, шупље унутрашњости, стога нису тешке те чине само 14% наше укупне телесне масе (лакше су од мишића). Кости нису мртва маса у људском организму, па се зато обнављају кад се преломе. Људски костур има 206 костију.

### Грађа кости
- Чврсто коштано ткиво прожето је каналићима око којих су кружно поређане коштане ћелије, које у међућелијски простор излучују калцијум и фосфор што костима даје чврстину. Каналићима пролазе крвне жиле и нерви.
- Хрскавица је глатка и чврста савитљива допуна костима, а смањује трење у зглобу.
- Сунђерасто коштано ткиво је коштано ткиво испуњено шупљинама и ишарано малим ослонцима који чине кости јакима, али не и претешкима.
- Покосница обавија кост и чврсто прираста уз њу. Грађена је од посебног везивног ткива.
- Коштана срж — цевасте шупљине дугих костију и шупљине у сунђерастом ткиву испуњене су коштаном сржи која производи већину крвних ћелија.

Људски костур попут слагалице која има више од (200) чврстих костију. Кости се добро уклапају једна у другу, јер свака има баш онај облик и величину какви су потребни за место где се налази. Када се особа креће кости клизају једна поред друге, јер су обложене хрскавицом и уљастом течношћу.

## Састав кости
Кости су активно живо ткиво у телу. Грађене су од коштаних ћелија међусобно повезаних наставцима. Изграђује их беланчевина осеин (25% кости), 10% костију чини вода. Кости имају крвне судове које улазе и излазе из њих, снабдевајући их кисеоником и хранљивим материјама а ослобађају их штетних материја. Одређене кости садрже срж која производи крвне ћелије. Све кости имају нерве којима осећамо притисак и бол. Дакле, кости су грађене од минерала (претежно калцијума) и других хемијских материја које кости чине тврдим и чврстим(око 65%). Те чврсте материје ћелије излучују у међућелијски простор. Догоди ли се да другим органима треба калцијума, тада калцијум из костију „одлази“ у органе којима је потребнији (нпр. у трудноћи или при нервној напетости).

## Класификација коштаног ткива
На основу облика све кости људског тела могу се поделити на:
- дуге
- кратке
- пљоснате
- неправилне
- сезамоидне

## Болести
- Гигантоцелуларни тумор је тумор кости којег карактеришу мултинуклеарне дивовске ћелије које подсећају на остеокласте.
- Евингов сарком је редак злоћудни тумор чије се туморске ћелије могу наћи у костима или меком ткиву.

## Функције
Коштано ткиво има велики број веома значајних функција за организам:
- даје телу потпору
- заједно са мишићним ткивом омогућава кретање
- штити виталне органе (мозак у лобањској чахури, срце у грудној дупљи),
- резервоар је јона калцијума и фосфора који се по потреби из њега могу мобилисати или у њега складиштити.

## Основне компоненте
У изградњи, као и код већине везивних ткива, учествују:
- коштане ћелије: 
  - остеобласти,
  - остеоцити и
  - остеокласти и
- чврсте коштане масе (међућелијска супстанца или матрикс)
- влакна уроњена у матрикс.

### Коштане ћелије
Остеобласти су праве ћелије коштаног ткива које се налазе на површини коштаног матрикса и у њега залазе танким цитоплазматичним наставцима. Активно учествују у одржавању коштаног ткива синтетишући читав низ протеина колагене и неколагене природе:
- остеопонтина
- остеоклацина
- коштаног сијалопротеина
- фибронектина
- неких фактора раста
- алкалне фосфатазе
- тенасцин.

Синтетска активност остеобласта је под контролом многих фактора:
- фактора раста,
- неких хормона, као што су паратхормон, полни хормони.

Остеоцити су потпуно окружени коштаном масом и леже у простору који се назива лакуна. Читава површина ових ћелија је покривена танким цитоплазматичним наставцима који залазе у каналикуле (узани каналићи) коштаног матрикса. Због тих наставака добијају пауколик облик и често назив пауколике ћелије. Преко наставака комуницирају како међусобно тако и са остеобластима и на тај начин се обавља неопходна размена материја. Размена материја обавља се од ћелије до ћелије пошто у међућелијском матриксу нема крвних судова. Слично остеобластима и ове ћелије синтетишу органске материје коштаног матрикса.
Остеокласти се од осталих коштаних ћелија разликују по:
- џиновским размерама (пречник им достиже 400 μm);
- пореклу пошто не потичу од остеопотентних ћелија већ, према претпоставци највећег броја истраживача, од моноцита.

Смештени су на површини коштане масе у улегнућима која се називају Хаушипове (Howship, 19. vek) лакуне и које сами остеокласти стварају. Покретне су ћелије па им је и облик променљив. Синтетишу хидролитичке ензиме чиме обављају процес ресорбовања и деминерализације коштаног матрикса током растења и ремоделирања костију. Услед тога се сматрају правим макрофагима који фагоцитирају коштани матрикс. Међутим, они нису класични макрофаги пошто разлагање матрикса не обављају лизозомима унутар ћелије него огромним ванћелијским лизозомом који се налази у простору између остеокласта и коштаног матрикса.

### Коштани међућелијски матрикс
Коштани матрикс сачињавају две компоненте подједнаких размера:
- органска и
- неорганска.

Органску компоненту синтетишу остеобласти. Пре него што се изврши његова минерализација матрикс се назива остеоид и належе уз површину остеобласта и коштаног матрикса. 
Остеоид се састоји од:
- у највећем делу (95%) колагена влакна распоређена у слојеве;
- проколагена
- протеогликана
- хијалуронана
- градивних гликопротеина.

Неорганску компоненту чине јони калцијума, фосфора, магнезијума, калијума, натријума, бикарбоната и цитрата. Најважнији су јони калцијума и фосфата јер образују:
- кристале хидроксиапатита који могу бити у облику танких плочица или штапића и постављени су паралелно са колагеним влакнима;
- аморфни калцијум-фосфат.

## Хистолошка организација - остеон
Коштане ћелије и минерализовани међућелијски матрикс образују структуру остеон (Хаверзов систем) која представља основну структурну јединицу формиране кости.
Остеон је изграђен на врло прецизан начин, састоји се од:
- Хаверзовог канала у коме су смештени крвни и лимфни судови, као и нервни завршеци;
- остеобласти ћелије које покривају унутрашњу површину Хаверзовог канала образујући једну врсту епителоидног слоја и синтетишу компоненте коштаног матрикса;
- ламела које су распоређене концентрично око Хаверзовог канала и изграђене су од коштаног матрикса, а прожете каналикулима ;
- остеоцита ћелија које су кружно распоређене између ламела, а њихови цитоплазматични наставци залазе у каналиће у ламелама;
- цемента, слоја матрикса различитог од оног у ламелама по томе што не садржи каналиће.

Формирана кост се састоји од великог броја остеона који су међусобно повезани системом канала названих Фолкманови канали (Volkmann) постављеним под правим или косим углом у односу на Хаверзове канале.

## Везивни омотачи
На површинама костију налазе се везивни омотачи:
- периостеум слој који се налази на спољашњој површини кости;  садржи:
  - фибробласте
  - снопове колагених влакана
  - крвне судове
  - остеопотентне ћелије, које могу под утицајем различитих надражаја да се диференцирају у остеобласте; образују спољашње ламеле које потпуно обавијају кост:

- ендостеум је унутрашњи омотач, танки слој везива са остепотентним ћелијама које образују унутрашње ламеле.

Остеопотентне ћелије оба слоја омогућавају:
- раст костију у ширину
- зарастање преломљене кости
- образовање нових остеобласта.

## Врсте коштаног ткива
Кости, дуге и пљоснате, састоје се од две врсте коштаног ткива:
- компактног које се налази на површини кости, грађено је од остеона и чини 90% скелета; количина коштаног матрикса у овом ткиву износи 95%; годишње се код човека обнови само 4% овог ткива;
- сунђерасто се налази у унутрашњости кости, грађено је од трабекула између којих су шупљине које су код дугих костију испуњене коштаном сржи па је услед тога количина коштаног матрикса много мања (25%)него у компактном ; сваке године код човека се обнови око 25% овог ткива.

## Ремоделирање костију
Одстрањивање старог и стварање новог коштаног матрикса чиме се омогућава стално обнављање и одржавање коштаног ткива одвија се током читавог живота. За процес ремоделирања неопходно је учешће:
- остеобласта
- остеокласта
- коштаног матрикса
- хормона: паратхормона, калцитонина
- различитих фактора раста
- цитокинина.

Дешава се кроз фазе које се циклично смењују. Остеобласти, првобитно неактивни, се синтетски активирају и стварају факторе који изазивају настанак прво преостеокласта, а затим и њихово удруживање у остеокласте. Остеокласти разарају коштани матрикс стварајући удубљења (лакуне)на његовој површини које се попуњавају активношћу остеобласта и ћелија са остеогеном способношћу. После тога следи опет неактиван период који је истовремено почетак новог циклуса ремоделирања. Код човека један циклус траје око 3 месеца.

## Окоштавање
Дуге и пљоснате кости окоштавају на различите начине:
- унутармембранским начином окоштавају пљоснате кости
- унутархрскавичавим начином врши се окоштавање дугих костију.

Унутармембранско окоштавање је директан начин окоштавања јер се током њега мезенхимске ћелије трансформишу у остеобласте, што значи да образовању кости не претходи хрскавичава форма. Сам почетак огледа се у образовању група мезенхимских ћелија које су међусобно повезане преко танких цитоплазматских наставака тако да граде неку врсту острвца. Унутар острвца се складиште прво органске материје матрикса, а затим почиње и његова минерализација чиме се образује коштана спикула. Коштане спикуле се образују на великом броју места да би се касније, радом мезенхимских ћелија са остеогеним потенцијалом, спојиле у јединствену коштану масу.
Унутархрскавичаво (ендохондријско) окоштавање је индиректан начин присутан код костију које су у ранијем ембрионалном периоду развића биле изграђене од хијалине хрскавице. Прво долази до делимичног уклањања хрскавичавог ткива да би се на његово место образовало ново, коштано ткиво. У овом процесу веома су значајни крвни судови којима се до хрскавице допремају ћелије са остеогеном потенцијом.